# Alessandro Pier Guidi
Alessandro Pier Guidi, född 18 december 1983 i Tortona, är en italiensk racerförare.